# Torneo di Wimbledon 2021 - Doppio femminile in carrozzina
Yui Kamiji e Jordanne Whiley hanno sconfitto in finale Kgothatso Montjane e Lucy Shuker con il punteggio di 6–0, 7–6(0).
Diede de Groot e Aniek van Koot erano le campionesse in carica, ma sono state sconfitte da Montjane e Shuker in semifinale. La sconfitta ha portato la de Groot a mancare il Grande Slam d'Oro nel doppio femminile in carrozzina e il Grand Slam nel doppio per la seconda volta (dopo il 2019).

## Teste di serie
1. Diede de Groot /  Aniek van Koot (semifinale)

1. Yui Kamiji /  Jordanne Whiley (campionesse)

## Tabellone

### Legenda
| - Q = Qualificato - WC = Wild card - LL = Lucky loser | - ALT = Alternate - SE = Special Exempt - PR = Protected Ranking | - w/o = Walkover - r = Ritirato - d = Squalificato |

|  | Semifinali | Semifinali                     | Semifinali                    | Semifinali | Semifinali |  |  | Finale | Finale                         | Finale                         | Finale | Finale |  |
|  |            |                                |                               |            |            |  |  |        |                                |                                |        |        |  |
|  | 1          | Diede de Groot Aniek van Koot  | 3                             | 6          | 5          |  |  |        |                                |                                |        |        |  |
|  |            | Kgothatso Montjane Lucy Shuker | 6                             | 3          | 7          |  |  |        | Kgothatso Montjane Lucy Shuker | Kgothatso Montjane Lucy Shuker | 0      | 60     |  |
|  |            | Angélica Bernal Momoko Ohtani  | Angélica Bernal Momoko Ohtani | 1          | 2          |  |  | 2      | Yui Kamiji Jordanne Whiley     | Yui Kamiji Jordanne Whiley     | 6      | 7      |  |
|  | 2          | Yui Kamiji Jordanne Whiley     | Yui Kamiji Jordanne Whiley    | 6          | 6          |  |  |        |                                |                                |        |        |  |